# Jean-Pascal Mignot
Jean-Pascal Mignot (Rouen, 26 februari 1981) is een Franse voetballer (verdediger) die sinds 2011 voor de Franse eersteklasser AS Saint-Étienne uitkomt. Met AJ Auxerre won hij in 2003 en 2005 de Coupe de France. Een bizar moment in zijn carrière was in een UEFA Champions League wedstrijd tegen Ajax in 2010, waar hij als wisselspeler rood kreeg.